# Брамсел
Бра́мсел (на нидерландски: bramzeil) – право ветрило, поставяно на брам-реята над марсела. В зависимост от принадлежността към тази или друга мачта брамсела съответно получава названието: фокмачтата – фор-брамсел, на гротмачтата – грот-брамсел и на бизанмачтата – крюйс-брамсел.
Ветрилото, издигано над брамсела, се нарича бом-брамсел (съответно грот-бом-брамсел, фор-бом-брамсел, или крюйс-бом-брамсел).
Брамсела се нарича летящ, ако неговата рея не е въоръжена с топенанти и брасове.
При големите съвременни ветроходи конструктивно могат да се поставят два брамсела – горен и долен.

## Разположение на брамселите
| Разположение на целите брамсели                 | Разположение на разрезните брамсели                                                                                                 | Разположение на бом-брамселите                              |
|                                                 | |                                                             |
| 1. крюйс-брамсел 2. грот-брамсел 3. фор-брамсел | 1. долен крюйс-брамсел 2. горен крюйс-брамсел 3. долен грот-брамсел 4. горен грот-брамсел 5. долен фор-брамсел 6. горен фор-брамсел | 1. крюйс-бом-брамсел 2. грот-бом-брамсел 3. фор-бом-брамсел |